# Эггисодон тургайский
Эггисодон тургайский или аллацеропс тургайский (лат. Eggysodon turgaica) — вымерший вид непарнокопытных, из рода Эггисодоны, семейства Гиракодонтовые, родственного современным носорогам. Типичный представитель индрикотериевой фауны.

## Описание

### Внешний вид и строение
От европейских представителей рода его отличают более крупные размеры и некоторые особенности морфологии зубов, в основном верхних. Эггисодон тургайский был ростом с небольшую лошадь. Его скелет был стройный и лёгкий, во многом также напоминающий лошадиный, особенно плечевыми и бедренными костями (и некоторыми другими).

### Места и древность находок
Эггисодон тургайский найден в Казахстане (средний и поздний олигоцен), а также в Монголии (Челкар-Тениз, Мынеске-Суйек и другие места) в отложениях среднего олигоцена.

### Образ жизни и питание
Строение коренных зубов эггисодона тургайского свидетельствует о рационе, состоявшем в основном из листьев и молодых побегов кустарников и деревьев. Скелет конечностей указывает на то, что это животное скорее всего предпочитало передвигаться по твёрдому грунту.

## Вымирание
Видимо, эггисодоны вымерли из-за иссушения климата, вызвавшего широкое распространение открытых степей, где на смену прежним травоядным и хищникам пришли новые, лучше приспособленные к новым условиям виды.